# Bulbophyllum phaeoneuron
Bulbophyllum phaeoneuron là một loài phong lan thuộc chi Bulbophyllum.